# E&Gアカデミー
E&Gアカデミー（イーアンドジーアカデミー）は、エクステリアとガーデンをひとつの空間としてとらえ、この空間を安全性・快適性・景観性を考慮した設計・デザイン・施工方法を提案できる人材の育成を行っている。
教室は、東京校と大阪校の2ヶ所。

## 概要
- 1998年、日本庭園の専門校として開校していた「日本造園技術学院」を継承し、造園や外構設計を総合的に学ぶ専門校として、東京都台東区にエクステリア＆ガーデンアカデミー東京校を開校。
- エクステリア・ガーデン業界で活躍が可能な人材の輩出を目的に、業界のニーズに則したカリキュラムと現役で活躍中の講師陣を擁する。
- 業界未経験の社会人や新卒者など“ゼロ”から“プロ”を目指す生徒と、業界経験のある生徒が同時に学んでいる。

## 沿革
- 1998年 - 東京都台東区に東京校を開校。
- 1999年 - 神戸市東灘区に神戸校を開校。
- 2001年 - 名古屋市栄区に名古屋校を開校。東京校を東京都文京区に移転。
- 2003年 - 東京校を東京都台東区に移転。
- 2004年 - 神戸校を大阪市に移転し、大阪校に名称変更。名古屋校閉校。
- 2008年 - 大阪校、大阪府豊中市に移転し、総合コースを休校。
- 2014年 - 東京校を東京都港区に移転し、青山校に名称変更。
- 2015年 - 大阪校を大阪市に移転。
- 2016年 - 大阪校総合コース再開。
- 2019年 - 青山校を東京都日本橋箱崎に移転し、東京校に名称変更。

## 所在地
- 東京校 - 東京都中央区日本橋箱崎町4-3　国際箱崎ビル5F
- 大阪校 - 大阪府大阪市北区太融寺5-15　梅田イーストビル3F

## 開講課程
- エクステリア&ガーデンデザイン総合コース（毎年4月開講/2月卒業、就学期間：11ヶ月）全日制（月～金、10:00～12:30＋13:30～16:00）開講：青山校・大阪校
- エクステリア&ガーデンデザイン単科コース青山校　（毎年5月開講/2月卒業）就学期間：10ヶ月（通学制／週1回、水曜または土曜、10:00～12:30＋13:30～16:00）
- エクステリア&ガーデンデザイン単科コース大阪校　（毎年5月開講/2月卒業）就学期間：10ヶ月（通学制／週1回、水曜または土曜、13:00～18:00）
- エクステリア&ガーデンデザイン通信コース
- エクステリアプランナー資格対策通信講座